# Mận Kakadu
Terminalia ferdinandiana, còn được gọi là mận gubinge, mận billygoat, mận Kakadu, mận xanh, mận mặn, murunga hoặc mador, là một loài thực vật có hoa thuộc họ Trâm bầu, có nguồn gốc từ Úc, phổ biến khắp các vùng rừng nhiệt đới từ tây bắc Úc đến đông Arnhem Land. Quả cùa nó có hàm lượng Vitamin C cao: nồng độ được ghi nhận là 2300–3150 mg/100 g trọng lượng ướt và đôi khi cao tới 5300 mg/100 g, so với 50 mg/100 g của quả cam, được xếp vào hàng cao nhất được biết đến trong số các nguồn tự nhiên.

## Mô tả
Terminalia ferdinandiana là một loài cây thân gỗ mảnh mai, cỡ nhỏ đến vừa, cao tới 14 m (46 ft), với vỏ màu xám kem, có vảy và lá màu xanh nhạt. Hoa nhỏ, màu trắng kem, có mùi thơm, mọc thành chùm ở nách lá về phía đầu cành. Ra hoa từ tháng 9 đến tháng 12. (nam bán cầu, mùa xuân/mùa hè.) Các phiến lá bị biến màu mạnh với hình elip từ rộng đến hình trứng rộng, đôi khi hình trứng và dài từ 11 đến 33 xentimét (4,3 đến 13,0 in) với chiều rộng 8,5 đến 23 xentimét (3,3 đến 9,1 in) và có khối chóp tròn. Cụm hoa dài từ 16 đến 19 xentimét (6,3 đến 7,5 in) và trong suốt.
Quả màu xanh vàng, dài khoảng 2 cm (0,79 in) và đường kính 1 cm (0,39 in), cỡ quả hạnh với mỏ ngắn ở đầu và chứa một hạt lớn. Chúng chín từ tháng 3 trở đi.
Danh pháp thực vật học "ferdinandiana" được tạo ra bởi AW Exell để vinh danh nhà thực vật học châu Âu đầu tiên thu thập và mô tả mận Kakadu, Ferdinand Mueller, người ban đầu đã đặt tên cho loài này là nomen illegitimum (tên không chính thức), Terminalia edulis.

## Phạm vi
Cây được tìm thấy dọc theo bờ biển ở vùng Kimberley của Tây Úc đến tận phía tây Broome kéo dài về phía đông đến Lãnh thổ Bắc Úc. Nó phát triển trong nhiều môi trường sống khác nhau bao gồm đồng bằng cát, đồng bằng ngập nước, lòng lạch, rặng núi, giữa các bụi nho và ven các khu vực rừng ngập mặn. Nó phát triển trong đất cát, than bùn hoặc đất sét xung quanh sa thạch hoặc đá sắt. Ở Lãnh thổ Bắc Úc, cây được tìm thấy chủ yếu ở phần phía tây của top end từ biên giới Tây Úc đến Arnhem Land nhưng được tìm thấy ở xa về phía đông như Vườn quốc gia Limmen. Nó thường được tìm thấy như một phần của các quần thể Eucalypt.

## Sử dụng
Quả được gọi là mận Kakadu (hoặc mận "billygoat") được sử dụng như thực phẩm rừng (bush tucker) hoặc thuốc cổ truyền của thổ dân Úc. Những quả tròn, màu xanh nhạt thường được ăn tươi, mặc dù chúng cũng có thể được làm thành mứt. Mận Kakadu chứa hàm lượng axit oxalic cao có thể gây độc khi tiêu thụ. Mận Kakadu có vị "hơi nhạt nhẽo, nhưng có vị khá chua và có hậu chát".

## Trong thổ ngữ Úc
Trong tiếng Kundjeyhmi, ngôn ngữ tại Vườn quốc gia Kakadu, nơi tên tiếng Anh 'Kakadu Plum' bắt nguồn, quả và cây được gọi là anmarlak. Trong tiếng Kunwinjku có liên quan chặt chẽ tại Tây Arnhem Land, từ này là manmorlak, hoặc mandjiribidj trong phương ngữ Kuninjku. Trong các ngôn ngữ Yolŋu, nó được gọi là ŋäṉ'ka-bakarra. Các tên tiếng Anh thay thế gubinge và murunga đến từ tiếng Bardi và các ngôn ngữ Đông Arnhem tương ứng.